# Карталіє
45°23′ пн. ш. 15°42′ сх. д. / 45.38° пн. ш. 15.70° сх. д.
Карталіє (хорв. Kartalije) — населений пункт у Хорватії, у Карловацькій жупанії у складі громади Войнич.

## Населення
Населення за даними перепису 2011 року становило 43 осіб.
Динаміка чисельності населення поселення: